# Gli amici di Nick Hezard
Pour plus de détails, voir Fiche technique et Distribution.
Gli amici di Nick Hezard est un film italien réalisé par Fernando Di Leo et sorti en 1976.

## Fiche technique
Sauf indication contraire, les informations mentionnées dans cette section peuvent être confirmées par la base de données cinématographiques IMDb,  présente dans la section « Liens externes ».
- Titre original : Gli amici di Nick Hezard[1] (litt. Les Amis de Nick Hezard)
- Réalisateur : Fernando Di Leo
- Scénario : Alberto Silvestri (it)
- Photographie : Roberto Gerardi
- Montage : Amedeo Giomini
- Musique : Luis Bacalov
- Décors : Francesco Cuppini
- Costumes : Giulia Mafai
- Trucages : Lamberto Marini
- Production : Ermanno Curti, Rodolfo Putignani, Armando Novelli
- Société de production : Centro Produzioni Cinematografiche Città di Milano
- Pays de production :  Italie
- Langue originale : italien
- Format : Couleurs - 2,35:1 - Son mono - 35 mm
- Durée : 100 minutes (1 h 40[1])
- Genre : Poliziottesco
- Dates de sortie :
  - Italie : 29 avril 1976

## Distribution
- Luc Merenda : Nick Hezard
- Lee J. Cobb : Robert Clark
- Gabriele Ferzetti : Maurice
- Luciana Paluzzi : Anna
- Dagmar Lassander : entreneuse Chantal
- Isabella Biagini : cameriera Edy
- Fred Williams : Henry
- Mario Pisu : Phil
- Riccardo Salvino : Mark
- William Berger : Reutmann
- Valentina Cortese : Regina, madre di Nick
- Rosario Borelli : Ray
- Eddy Fay : ispettore assicurativo Rahn
- Raoul Lo Vecchio : Ribot
- Fernando Cerulli : Rocky
- Giò Stajano : gioielliere Steffen
- Franco Ressel : gioielliere Parker
- Carmelo Reale : Rolf
- Sergio Doria : gangster
- Umberto Raho : direttore generale assicurativo
- Fulvio Mingozzi : Claude
- Marco Guglielmi : ricettatore Will Leffer
- Tom Felleghy : assistente del direttore generale